# Santamaría (apellido)
Santamaría es un apellido de origen español. Algunas teorías sugieren que este apellido surgió a raíz de la influencia de la Inquisición española, cuando los sefardíes tuvieron que huir de España y cambiar sus apellidos, usando estos compuestos.[cita requerida] También se cree que se comenzó a usar en niños  en adopción, y que cuando enfermaban, se le ponía al niño enfermo por apellido el nombre de algún santo para propiciar su recuperación.[cita requerida]
El apellido Santamaría es de gran importancia y prestigio en Navarra, donde se encuentran sus raíces, y se ha expandido principalmente en Burgos,  Cataluña,  País Vasco, Canarias y otros países, Italia y Francia principalmente, EE.UU. y Sudamérica.
El apellido Santamaría es equivalente a Santa María. Ambos apellidos tienen un origen común y comparten linaje, historia y escudo heráldico. El hecho de la existencia de apellidos derivados, además de tener un origen lingüístico, se originó muchas veces para diferenciar a dos personas de un mismo linaje.